# Ján Dobránsky
Ján Dobránsky, též Ján Dobránský nebo Ján Dobránszky (9. května 1869 Veľký Šariš – 20. února 1950 Solivar), byl československý politik, poslanec Národního shromáždění za Zemskou křesťansko-socialistickou stranu (maďarská menšinová strana) a katolický kněz.

## Biografie
V roce 1894 byl vysvěcen na kněze. Působil pak jako farář a později děkan v Solivaru. Politicky se angažoval za maďarskou menšinovou stranu, ačkoliv projevy v parlamentu přednášel ve slovenštině. Byl ovšem stoupencem samostatného východoslovenského národa (takzvaní Slovjaci) a jako oficiální jazyk prosazoval šarišské nářečí.
V parlamentních volbách v roce 1929 získal za Zemskou křesťansko-socialistickou stranu poslanecké křeslo v Národním shromáždění. Podle údajů k roku 1930 byl profesí děkanem a farářem v Solivaru.